# Relais de diligence de Guémené-sur-Scorff
L'ancien relais de diligence, dit aussi ancien hôtel de la Croix Blanche, est un hôtel particulier à Guémené-sur-Scorff, en France.

## Description
Ce bâtiment est flanqué d'un large porche qui permettait aux diligences de stationner dans une petite cour pavée. Sa façade en pierre de taille est ornée de gargouilles et son pignon surmonté de pots à feu.

## Historique
L'édifice est inscrit au titre des monuments historiques en 2020.